# 아트스타
《아트스타》(Artstar)는 2006년 6월 1일에서 2006년 7월 19일사이에 방송된 미국의 오디션 리얼리티 프로그램이다.

## 심사위원&멘토
비평가 및 큐레이터로는 바바라 폴록, 데브라 싱어, 데이비드 리마넬리, 카를로 매코믹, 로즈리 골드버그, 캐리 레이츠, 앨런 베가, 이본느 포스, 제임스 푸엔테스, 마크 플레처가 참여했다. 이 외에 제프 쿤스, 케힌데 와일리, 존 케슬러, 리 퀴뇨네스, 스티브 파워스 등 유명 예술가가 참가자들과 함께했다.

## 출연자
베크 스투팍(Bec Stupak), 애니 프레시(Anney Fresh), 재커리 드러커(Zackary Drucker), 기기 첸(Gigi Chen), 사이 콜렌(Sy Colen), 크리스찬 디에쿠스(Christian Dietkus), 아비가일 드빌(Abigail DeVille) 등이 출연했다.

## 전시
다이치 프로젝트라는 이름으로 전시를 하였다.

## 방송
2005년 칸 영화제에서 실험 방송분이 상연되었다. 2006년 5월 12일 뉴욕 동영상 박물관에서 대중에 공개되었다. 2006년 6월 1일 밤 9시 갤러리 HD 방송을 통해 방송되었다.

## 비판
초반 방송분에서는 다이치 프로젝트에 대한 해설식 광고같다는 비판을 받았다.

### 뉴스 기사
- "'Artstar' on Gallery HD: The Art World Tries Realism (the TV Kind)", The New York Times, May 28, 2006
- "Art world Idol", TimeOut New York, May 11, 2006 보관됨 2007-01-19 - 웨이백 머신
- "Stroke of genius? Artists to mix it up on reality TV", Chicago Tribune
- "Reality Bites", Artforum, May 17, 2006
- "His 'Artstar' is Rising", The Post-Standard, June 1, 2006[깨진 링크(과거 내용 찾기)]
- "He aims to win 'ArtStar' by playing to the gallery", New York Daily News, June 1, 2006
- "Reality Show Artstar to begin on the Dish Network", Art Daily
- "Future, Unscripted Fall pilots: Real deal, or no deal?", Village Voice, May 9, 2006 보관됨 2008-07-19 - 웨이백 머신
- "Reality (on TV) Reaches Art World", The New York Times, March 2, 2005
- "The Dye is Cast", Artforum, March 4, 2005 보관됨 2014-03-31 - 웨이백 머신
- "Bored, Naked, Desperate: What Happens When Artists Go on Reality TV", Slate, June 16, 2006
- "You're Either In or You're Out", "Paper Magazine," June 2006